# Philip Kueber
Philip Thomas Kueber (* 17. November 1934 in Galahad, Alberta; † 23. November 2009 in Victoria, British Columbia) war ein kanadischer Ruderer, der 1956 eine olympische Silbermedaille im Achter gewann.

## Karriere
Philip Kueber ging 1952 an die University of British Columbia und schloss sich dort der Rudersektion an. 1954 gewann der Achter der Universität den Titel bei den British Empire and Commonwealth Games 1954, die in Vancouver ausgetragen wurden. Kueber kam als Ersatzmann der Crew nicht zum Einsatz. 1955 gehörte Kueber zur Crew des Vancouver Rowing Club, die an der Henley Royal Regatta teilnahm und dort den zweiten Platz belegte, nachdem sie im Halbfinale den Achter der Sowjetunion geschlagen hatten.
1956 gehörte er zum kanadischen Achter, der in der Besetzung Philip Kueber, Richard McClure, Robert Wilson, David Helliwell, Donald Pretty, William McKerlich, Douglas McDonald, Lawrence West und Steuermann Carlton Ogawa bei den Olympischen Spielen in Melbourne antrat. Im Vorlauf belegten die Kanadier den zweiten Platz hinter den Australiern, im Halbfinale siegten die Kanadier vor den Schweden. Das Finale gewann der Achter aus den Vereinigten Staaten mit etwa zwei Sekunden Vorsprung auf die Kanadier, die Australier lagen als Dritte weitere zwei Sekunden zurück.
Kueber schloss sein Studium 1958 ab und war danach 35 Jahre lang als Spezialist für Unternehmens- und Sicherheitsrecht in einer großen Kanzlei in Calgary tätig. Im Ehrenamt war er Gründer und langjähriger Präsident des Calgary Rowing Club und Direktor des Alberta Sports Council. Er wurde zusammen mit der Achter-Crew von 1956 in diverse Halls of Fame aufgenommen, unter anderem in die Canadian Olympic Hall of Fame.